# Championnats du monde de natation en petit bassin 2006
Navigation
Édition 2004 Édition 2008
Les 8es championnats du monde de natation en petit bassin se sont déroulés à Shanghai en Chine du 5 avril au 9 avril 2006.

## Tableau des médailles
| Rang | Pays              | Médaille d'or | Médaille d'argent | Médaille de bronze | Total |
| 1    | Australie         | 12            | 9                 | 4                  | 25    |
| 2    | États-Unis        | 6             | 7                 | 8                  | 21    |
| 3    | Chine             | 5             | 1                 | 6                  | 12    |
| 4    | Afrique du Sud    | 3             | 1                 | 0                  | 4     |
| 5    | Russie            | 3             | 0                 | 4                  | 7     |
| 6    | Italie            | 2             | 7                 | 3                  | 12    |
| 7    | Allemagne         | 2             | 1                 | 3                  | 6     |
| 8    | Ukraine           | 2             | 1                 | 2                  | 5     |
| 9    | Suède             | 1             | 2                 | 3                  | 6     |
| 10   | Pays-Bas          | 1             | 1                 | 1                  | 3     |
| 11   | Brésil            | 1             | 0                 | 1                  | 2     |
| 11   | Kazakhstan        | 1             | 0                 | 1                  | 2     |
| 13   | Croatie           | 1             | 0                 | 0                  | 1     |
| 14   | Autriche          | 0             | 4                 | 0                  | 4     |
| 15   | Corée du Sud      | 0             | 2                 | 0                  | 2     |
| 16   | Nouvelle-Zélande  | 0             | 1                 | 1                  | 2     |
| 17   | Finlande          | 0             | 1                 | 0                  | 1     |
| 17   | Slovénie          | 0             | 1                 | 0                  | 1     |
| 17   | Venezuela         | 0             | 1                 | 0                  | 1     |
| 20   | Royaume-Uni       | 0             | 0                 | 2                  | 2     |
| 21   | Argentine         | 0             | 0                 | 1                  | 1     |
| 21   | Norvège           | 0             | 0                 | 1                  | 1     |
| 21   | Slovaquie         | 0             | 0                 | 1                  | 1     |
| #    | 23 pays médaillés | 40            | 40                | 40                 | 120   |

## Podiums

### Hommes
| Épreuves             | Or                                                                           | Or                | Argent                                                            | Argent         | Bronze                                                               | Bronze         |
| -------------------- | ---------------------------------------------------------------------------- | ----------------- | ----------------------------------------------------------------- | -------------- | -------------------------------------------------------------------- | -------------- |
| Nage libre           |                                                                              |                   |                                                                   |                |                                                                      |                |
| 50 m                 | Duje Draganja                                                                | 21 s 38           | Cullen Jones                                                      | 21 s 52        | Oleksandr Volynets Nicholas Brunelli                                 | 21 s 62        |
| 100 m                | Ryk Neethling                                                                | 47 s 24           | Filippo Magnini                                                   | 47 s 31        | José Meolans                                                         | 47 s 87        |
| 200 m                | Ryk Neethling                                                                | 1 min 43 s 51     | Filippo Magnini                                                   | 1 min 43 s 78  | Massimiliano Rosolino                                                | 1 min 44 s 67  |
| 400 m                | Yuri Prilukov                                                                | 3 min 38 s 08     | Park Tae-hwan                                                     | 3 min 40 s 43  | Massimiliano Rosolino                                                | 3 min 41 s 04  |
| 1500 m               | Yuri Prilukov                                                                | 14 min 23 s 92 RC | Park Tae-hwan                                                     | 14 min 33 s 28 | Zhang Lin                                                            | 14 min 42 s 82 |
| Papillon             |                                                                              |                   |                                                                   |                |                                                                      |                |
| 50 m                 | Matthew Welsh                                                                | 23 s 05           | Serhiy Breus                                                      | 23 s 06        | Kaio de Almeida                                                      | 23 s 07        |
| 100 m                | Kaio de Almeida                                                              | 51 s 07           | Albert Subirats                                                   | 51 s 23        | Jayme Cramer                                                         | 51 s 53        |
| 200 m                | Wu Peng                                                                      | 1 min 52 s 36     | Moss Burmester                                                    | 1 min 53 s 94  | Nikolay Skvortsov                                                    | 1 min 54 s 09  |
| Dos                  |                                                                              |                   |                                                                   |                |                                                                      |                |
| 50 m                 | Matthew Welsh                                                                | 23 s 53           | Thomas Rupprath                                                   | 23 s 70        | Helge Meeuw                                                          | 24 s 01        |
| 100 m                | Matthew Welsh                                                                | 51 s 09           | Markus Rogan                                                      | 51 s 48        | Randall Bal Helge Meeuw                                              | 51 s 63        |
| 200 m                | Ryan Lochte                                                                  | 1 min 49 s 05 RM  | Markus Rogan                                                      | 1 min 50 s 97  | Matthew Welsh                                                        | 1 min 53 s 10  |
| Brasse               |                                                                              |                   |                                                                   |                |                                                                      |                |
| 50 m                 | Oleh Lisohor                                                                 | 26 s 39 RC        | Alessandro Terrin                                                 | 26 s 60        | Christopher Cook                                                     | 27 s 17        |
| 100 m                | Oleh Lisohor                                                                 | 58 s 14 RC        | Brenton Rickard                                                   | 58 s 70        | Alexander Dale Oen                                                   | 59 s 16        |
| 200 m                | Vladislav Polyakov                                                           | 2 min 6 s 95      | Brenton Rickard                                                   | 2 min 7 s 52   | Yevgeniy Ryzhkov                                                     | 2 min 7 s 94   |
| 4 nages              |                                                                              |                   |                                                                   |                |                                                                      |                |
| 100 m                | Ryk Neethling                                                                | 52 s 42 RC        | Peter Mankoč                                                      | 53 s 00        | Stefan Nystrand                                                      | 53 s 97        |
| 200 m                | Ryan Lochte                                                                  | 1 min 53 s 31 RM  | Markus Rogan                                                      | 1 min 55 s 68  | Igor Berezutskiy                                                     | 1 min 56 s 64  |
| 400 m                | Ryan Lochte                                                                  | 4 min 2 s 49 RC   | Luca Marin                                                        | 4 min 5 s 12   | Igor Berezutskiy                                                     | 4 min 6 s 81   |
| Relais               |                                                                              |                   |                                                                   |                |                                                                      |                |
| 4 × 100 m nage libre | Italie Alessandro Calvi Klaus Lanzarini Christian Galenda Filippo Magnini    | 3 min 10 s 74     | Suède Marcus Piehl Lars Frölander Jonas Tilly Stefan Nystrand     | 3 min 11 s 63  | États-Unis Nicholas Brunelli Ryan Lochte Matthew Grevers Jason Lezak | 3 min 11 s 92  |
| 4 × 200 m nage libre | Italie Massimiliano Rosolino Matteo Pelliciari Nicola Cassio Filippo Magnini | 6 min 59 s 08 RC  | Australie Andrew Mewing Louis Paul Grant Brits Nicholas Ffrost    | 7 min 4 s 16   | États-Unis Ryan Lochte Nicholas Brunelli Jayme Cramer Larsen Jensen  | 7 min 4 s 34   |
| 4 × 100 m 4 nages    | Australie Matthew Welsh Brenton Rickard Adam Pine Ashley Callus              | 3 min 27 s 71     | États-Unis Ryan Lochte Scott Usher Jayme Cramer Nicholas Brunelli | 3 min 28 s 00  | Ukraine Andriy Oleynyk Oleh Lisohor Serhiy Advena Andriy Serdinov    | 3 min 28 s 62  |

### Femmes
| Épreuves             | Or                                                                      | Or               | Argent                                                                | Argent        | Bronze                                                                      | Bronze        |
| -------------------- | ----------------------------------------------------------------------- | ---------------- | --------------------------------------------------------------------- | ------------- | --------------------------------------------------------------------------- | ------------- |
| Nage libre           |                                                                         |                  |                                                                       |               |                                                                             |               |
| 50 m                 | Libby Lenton                                                            | 23 s 97          | Therese Alshammar                                                     | 23 s 98       | Marleen Veldhuis                                                            | 24 s 25       |
| 100 m                | Libby Lenton                                                            | 52 s 33          | Marleen Veldhuis                                                      | 53 s 33       | Maritza Correia                                                             | 53 s 54       |
| 200 m                | Yang Yu                                                                 | 1 min 54 s 94    | Federica Pellegrini                                                   | 1 min 55 s 15 | Annika Liebs                                                                | 1 min 55 s 56 |
| 400 m                | Kate Ziegler                                                            | 4 min 1 s 79     | Bronte Barratt                                                        | 4 min 3 s 29  | Federica Pellegrini                                                         | 4 min 3 s 63  |
| 800 m                | Anastasia Ivanenko                                                      | 8 min 11 s 99 RC | Kate Ziegler                                                          | 8 min 14 s 12 | Rebecca Cooke                                                               | 8 min 20 s 02 |
| Papillon             |                                                                         |                  |                                                                       |               |                                                                             |               |
| 50 m                 | Therese Alshammar                                                       | 25 s 76          | Fabienne Nadarajah                                                    | 25 s 95       | Anna-Karin Kammerling                                                       | 26 s 07       |
| 100 m                | Libby Lenton                                                            | 56 s 61          | Rachel Komisarz                                                       | 57 s 43       | Jessicah Schipper                                                           | 57 s 49       |
| 200 m                | Jessicah Schipper                                                       | 2 min 5 s 11 RC  | Francesca Segat                                                       | 2 min 5 s 91  | Yang Yu                                                                     | 2 min 7 s 05  |
| Dos                  |                                                                         |                  |                                                                       |               |                                                                             |               |
| 50 m                 | Janine Pietsch                                                          | 27 s 00 RC       | Tayliah Zimmer                                                        | 27 s 25       | Gao Chang                                                                   | 27 s 28       |
| 100 m                | Janine Pietsch                                                          | 58 s 02 RC       | Tayliah Zimmer                                                        | 58 s 27       | Gao Chang                                                                   | 58 s 74       |
| 200 m                | Margaret Hoelzer                                                        | 2 min 5 s 29     | Tayliah Zimmer                                                        | 2 min 5 s 99  | Hannah McLean                                                               | 2 min 6 s 96  |
| Brasse               |                                                                         |                  |                                                                       |               |                                                                             |               |
| 50 m                 | Jade Edmistone                                                          | 30 s 22          | Brooke Hanson                                                         | 30 s 40       | Jessica Hardy                                                               | 30 s 48       |
| 100 m                | Tara Kirk                                                               | 1 min 5 s 25 RC  | Suzaan Van Biljon                                                     | 1 min 5 s 62  | Jade Edmistone                                                              | 1 min 6 s 08  |
| 200 m                | Qi Hui                                                                  | 2 min 20 s 72    | Tara Kirk                                                             | 2 min 21 s 77 | Luo Nan                                                                     | 2 min 23 s 49 |
| 4 nages              |                                                                         |                  |                                                                       |               |                                                                             |               |
| 100 m                | Brooke Hanson                                                           | 1 min 0 s 16     | Hanna-Maria Seppälä                                                   | 1 min 0 s 74  | Martina Moravcova                                                           | 1 min 1 s 41  |
| 200 m                | Qi Hui                                                                  | 2 min 09 s 33    | Kaitlin Sandeno                                                       | 2 min 10 s 79 | Lara Carroll                                                                | 2 min 11 s 77 |
| 400 m                | Qi Hui                                                                  | 4 min 34 s 28    | Alessia Filippi                                                       | 4 min 35 s 38 | Anastasia Ivanenko                                                          | 4 min 35 s 54 |
| Relais               |                                                                         |                  |                                                                       |               |                                                                             |               |
| 4 × 100 m nage libre | Pays-Bas Inge Dekker Hinkelien Schreuder Chantal Groot Marleen Veldhuis | 3 min 33 s 32 RM | Australie Shayne Reese Sophie Edington Danni Miatke Libby Lenton      | 3 min 34 s 95 | Suède Josefin Lillhage Therese Alshammar Anna-Karin Kammerling Ida Mattsson | 3 min 36 s 13 |
| 4 × 200 m nage libre | Australie Bronte Barratt Jessicah Schipper Shayne Reese Libby Lenton    | 7 min 46 s 96    | Chine Pang Jiaying Tang Jingzhi Xu Yanwei Yang Yu                     | 7 min 47 s 07 | États-Unis Kate Ziegler Rachel Komisarz Amanda Weir Kaitlin Sandeno         | 7 min 49 s 16 |
| 4 × 100 m 4 nages    | Australie Tayliah Zimmer Jade Edmistone Jessicah Schipper Libby Lenton  | 3 min 51 s 84 RM | États-Unis Margaret Hoelzer Tara Kirk Rachel Komisarz Maritza Correia | 3 min 55 s 65 | Chine Gao Chang Luo Nan Zhou Yafei Xu Yanwei                                | 3 min 55 s 76 |

## Légende
- RM : record du monde
- RC : record des championnats du monde